# Xavier Gigandet
Xavier Gigandet (Yvorne, 15 agosto 1966) è un ex sciatore alpino svizzero.

## Biografia
Gigandet, specialista delle prove veloci, ottenne il primo piazzamento di rilievo in Coppa del Mondo il 20 marzo 1988, il 9º posto nella combinata disputata a Åre; nella stessa stagione in Coppa Europa vinse la classifica di discesa libera, mentre nel 1991 prese parte ai Mondiali di Saalbach-Hinterglemm, sua prima presenza iridata, piazzandosi 13º nella combinata. Nella stagione seguente conseguì il primo podio in Coppa del Mondo (3º nella discesa libera disputata sulla Streif di Kitzbühel il 17 gennaio, alle spalle dei connazionali Franz Heinzer e Daniel Mahrer) e prese parte ai suoi unici Giochi olimpici invernali: ad Albertville 1992 si classificò 15º nella discesa libera e 8º nella combinata.
Nella stagione 1995-1996 conseguì il suo ultimo podio in Coppa del Mondo, nonché miglior risultato in carriera: il 2º posto nella discesa libera disputata sulla Saslong della Val Gardena il 16 dicembre, alle spalle dell'austriaco Patrick Ortlieb. Nella stessa stagione ai Mondiali della Sierra Nevada, sua ultima presenza iridata, fu 10º nella discesa libera. Concluse l'attività agonistica al termine della stagione 1997-1998; l'ultimo piazzamento della carriera di Gigandet fu il 37º posto nella discesa libera di Coppa del Mondo disputata a Lillehammer Kvitfjell il 7 marzo 1998.

## Palmarès

### Coppa del Mondo
- Miglior piazzamento in classifica generale: 20º nel 1992
- 2 podi (entrambi in discesa libera):
  - 1 secondo posto
  - 1 terzo posto

### Coppa Europa
- Vincitore della classifica di discesa libera nel 1988

### Campionati svizzeri
- 2 medaglie (dati parziali fino alla stagione 1994-1995)[1]:
  - 1 oro (combinata nel 1990)[senza fonte]
  - 1 argento (discesa libera nel 1995)